# Schneewinkelkopf
Le Schneewinkelkopf est une montagne qui s’élève à 3 472 m d’altitude dans les Hohe Tauern, en Autriche.